# Вальс-ле-Бен
Вальс-ле-Бен (фр. Vals-les-Bains, окс. Vals daus Banhs) — коммуна во Франции, находится в регионе Рона — Альпы. Департамент коммуны — Ардеш. Административный центр кантона Вальс-ле-Бен. Округ коммуны — Ларжантьер.
Код INSEE коммуны — 07331.
На территории коммуны расположены 42 деревни.

## Население
Население коммуны на 2008 год составляло 3737 человек.
| 1962 | 1968 | 1975 | 1982 | 1990 | 1999 | 2008 |
| ---- | ---- | ---- | ---- | ---- | ---- | ---- |
| 3866 | 4190 | 4129 | 3933 | 3661 | 3536 | 3737 |

## Экономика
В 2007 году среди 2194 человек в трудоспособном возрасте (15—64 лет) 1499 были экономически активными, 695 — неактивными (показатель активности — 68,3 %, в 1999 году было 68,8 %). Из 1499 активных работали 1232 человека (655 мужчин и 577 женщин), безработных было 267 (114 мужчин и 153 женщины). Среди 695 неактивных 162 человека были учениками или студентами, 283 — пенсионерами, 250 были неактивными по другим причинам.

## Фотогалерея

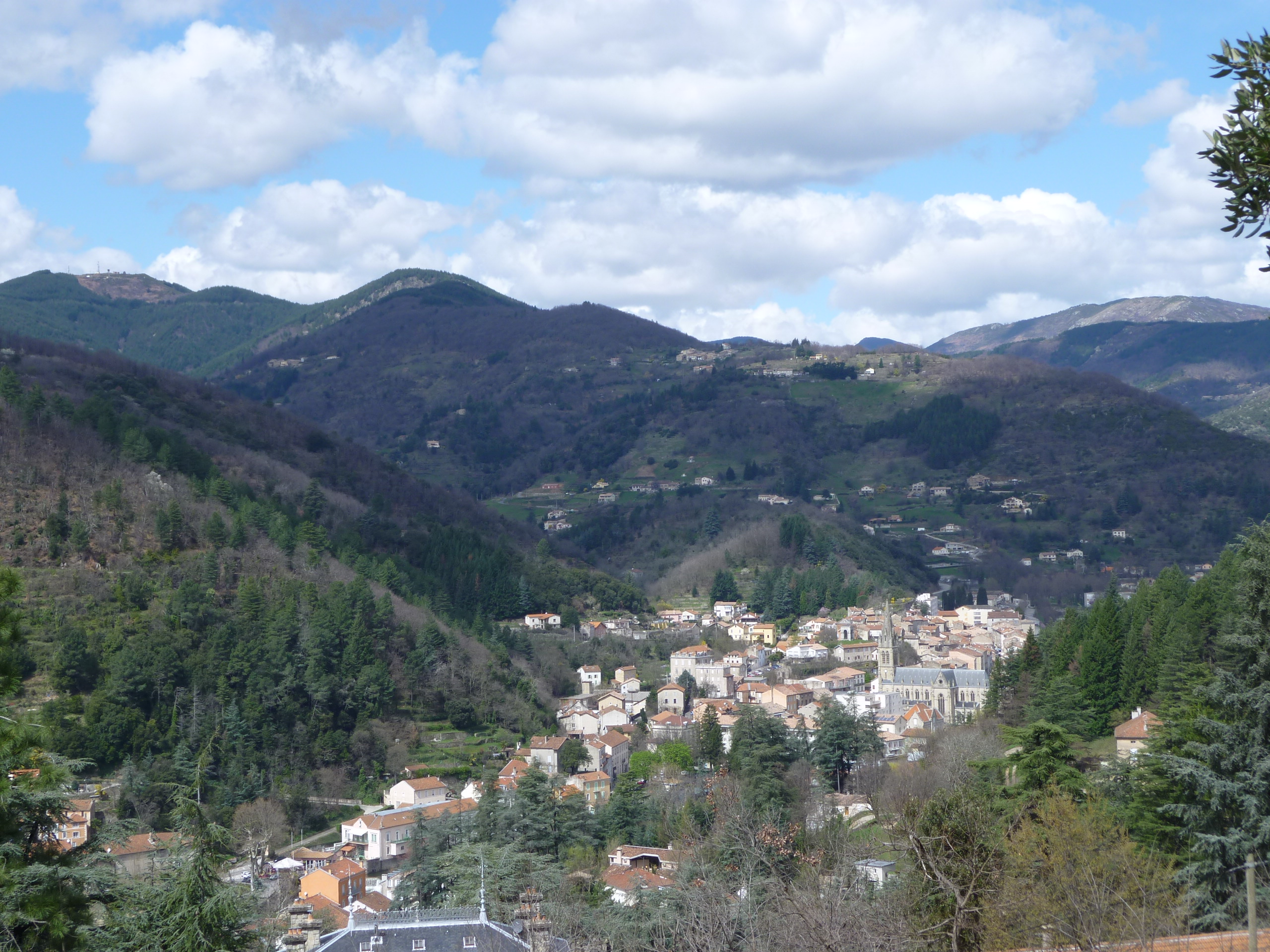
Вальс-ле-Бен
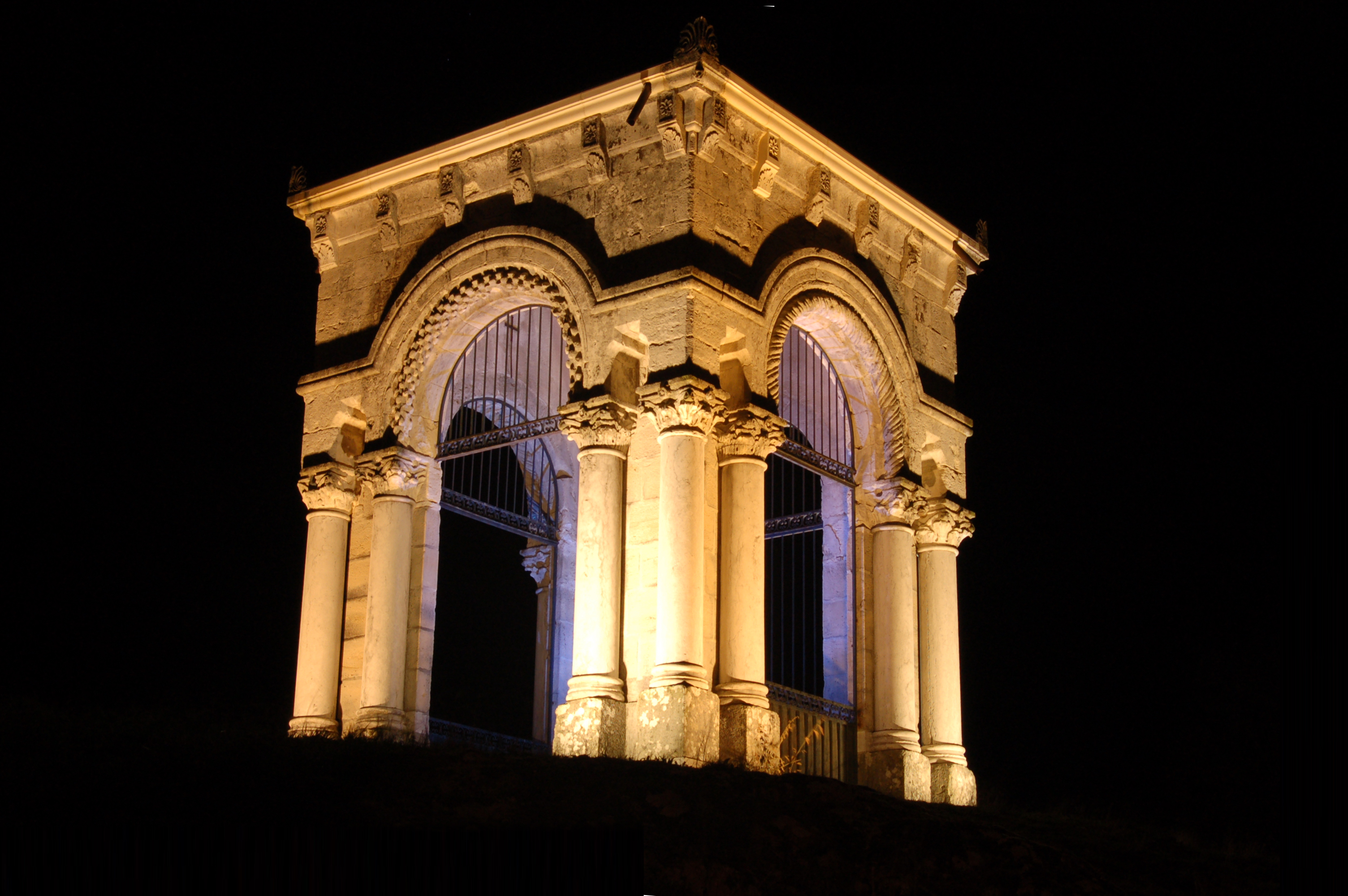
Голгофа
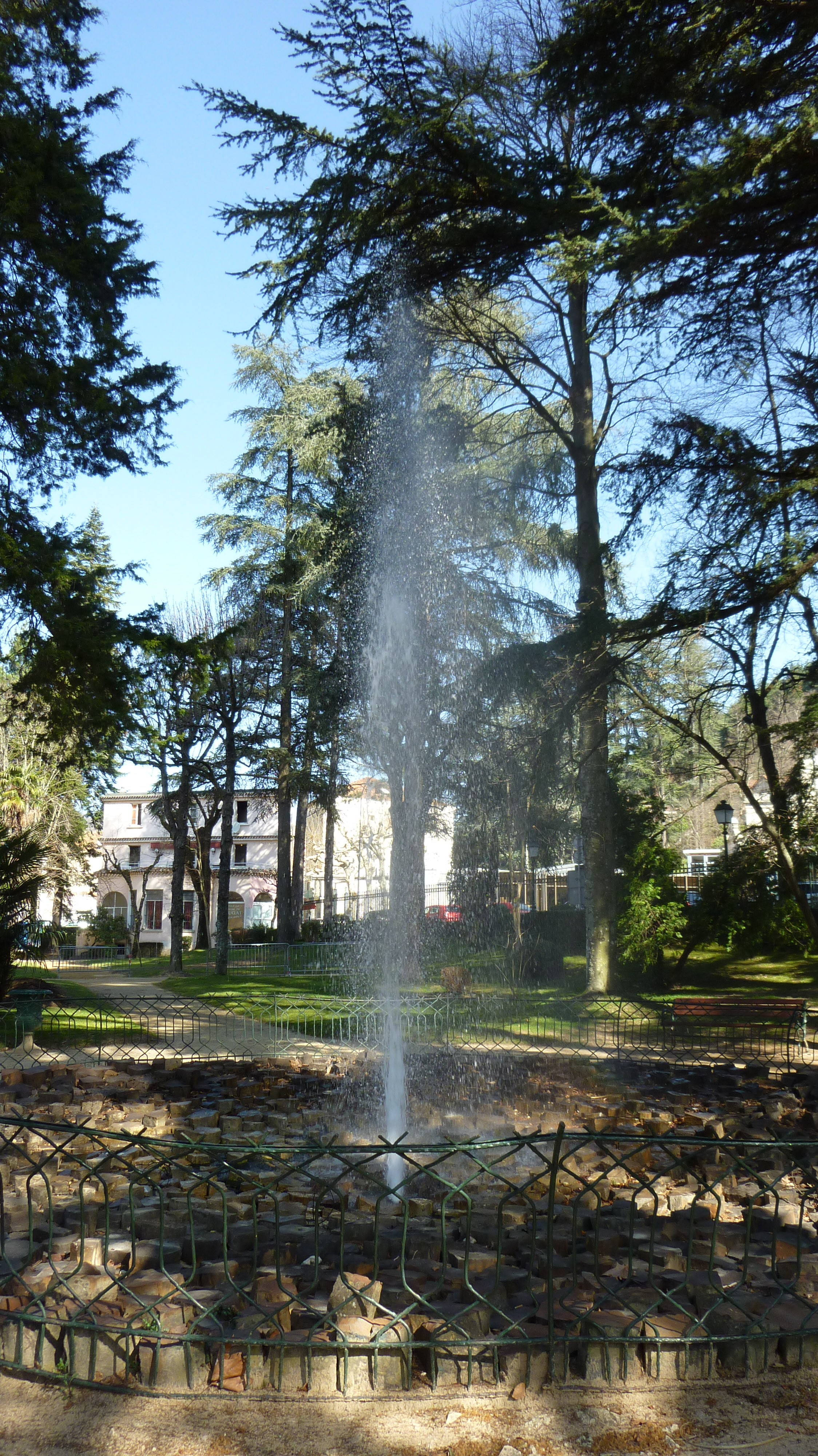
Гейзер
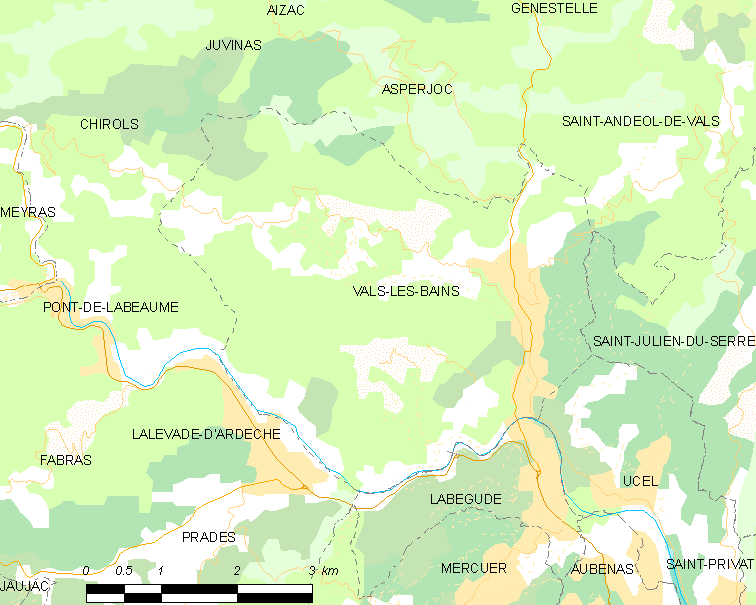
Карта коммуны